# Mortal Kombat: Defenders of the Realm
Mortal Kombat: Defenders of the Realm è una serie animata basata sulla serie di videogiochi Mortal Kombat. È stata creata nel 1996, nello stesso periodo della serie animata di Street Fighter.

## Trama
La storia dei personaggi segue in gran parte la trama dei film live-action Mortal Kombat e Mortal Kombat - Distruzione totale, nonostante siano inclusi anche elementi di Mortal Kombat 3. Il design dei protagonisti ricorda molto quello del terzo capitolo della saga (con l'eccezione di Kitana, il cui abbigliamento sembra una via di mezzo tra il costume di Mortal Kombat 2 e quello di Ultimate Mortal Kombat 3; inoltre i creatori della serie si sono presi alcune libertà nel disegnare altri personaggi, come Sonya Blade). L'aspetto più interessante di questa serie è probabilmente il debutto di Quan Chi, personaggio chiave che ha causato la nascita della rivalità tra Scorpion e Sub-Zero ed è stato uno dei cattivi principali in Mortal Kombat Mythologies: Sub-Zero, Mortal Kombat 4 e Mortal Kombat: Deadly Alliance.
La serie si concentra su un gruppo di guerrieri riuniti da Lord Raiden per difendere il regno della Terra da invasori provenienti da altri mondi. Nella squadra sono inclusi Liu Kang, la principessa Kitana, Sub-Zero, Jax, Sonya Blade, Kurtis Stryker e Nightwolf, il cui compito è offrire un supporto tecnologico ai suoi amici, anche se occasionalmente dà loro manforte sul campo. I guerrieri possiedono una base da cui Nightwolf e Raiden controllano l'apertura di portali anomali, mentre il resto della squadra si reca sul posto a bordo di jet per sconfiggere gli invasori e chiudere i portali. Shao Kahn, l'imperatore di Outworld, è il principale antagonista della serie animata, nonché responsabile delle continue battaglie tra la Terra e gli altri regni. Il finale vede una rivolta fallita guidata da Kitana contro il malvagio imperatore di Outworld e i guerrieri della Terra che si preparano a difendere nuovamente il proprio regno.

## Episodi
La serie animata è composta da 13 episodi, ognuno della durata di circa 20 minuti. Di seguito sono riportati i titoli e i riassunti di ciascuna puntata e, tra parentesi, i titoli in lingua originale.
| N° | Titolo originale       | Titolo italiano                    | Prima TV USA      | Prima TV Italia |
| -- | ---------------------- | ---------------------------------- | ----------------- | --------------- |
| 1  | Kombat Begins Again    | La battaglia dei Kombat ricomincia | 21 settembre 1996 | 1º ottobre 2003 |
| 2  | Sting of the Scorpion  | Il morso dello scorpione           | 28 settembre 1996 | 2 ottobre 2003  |
| 3  | Acid Tongue            | La miniera                         | 5 ottobre 1996    | 3 ottobre 2003  |
| 4  | Skin Deep              | Ricordi                            | 12 ottobre 1996   | 4 ottobre 2003  |
| 5  | Old Friends Never Die  | La vera amicizia vivrà per sempre  | 19 ottobre 1996   | 5 ottobre 2003  |
| 6  | Familiar Red           | Il ritorno di Kano                 | 26 ottobre 1996   | 6 ottobre 2003  |
| 7  | Fall from Grace        | Gioco di squadra                   | 2 novembre 1996   | 7 ottobre 2003  |
| 8  | The Secret of Quan Chi | Il segreto                         | 9 novembre 1996   | 8 ottobre 2003  |
| 9  | Resurrection           | La sfera                           | 16 novembre 1996  | 9 ottobre 2003  |
| 10 | Swords of Ilkan        | La seconda spada                   | 23 novembre 1996  | 10 ottobre 2003 |
| 11 | Amends                 | Un nuovo alleato                   | 30 novembre 1996  | 11 ottobre 2003 |
| 12 | Abandoned              | Voglia di ricominciare             | 7 dicembre 1996   | 12 ottobre 2003 |
| 13 | Overthrown             | Che cosa accadrà                   | 14 dicembre 1996  | 13 ottobre 2003 |

### Episodio 1: La battaglia dei Kombat ricomincia (Kombat Begins Again)
La Terra è attaccata da unità cibernetiche guidate da Cyrax e Sektor. I difensori del regno sembrano avere la peggio, ma vengono infine salvati da Sub-Zero, che respinge gli invasori in Outworld. Il guerriero di ghiaccio è arrivato per metterli in guardia da Scorpion, ma deve fare i conti con la diffidenza di Sonya. L'ostilità del gruppo nei suoi confronti si accentua allorché un gruppo di Nomadi attacca la base. La tenente pensa che il responsabile sia Sub-Zero, ma si ricrede quando lo vede sconfiggere il capo dei nemici, Karbrak. Prima che possa scusarsi, suona un altro allarme, questa volta a causa di Scorpion.

### Episodio 2: Il morso dello scorpione (Sting of the Scorpion)
Com'era stato anticipato nell'episodio precedente, i difensori della Terra affrontano Scorpion, uno spettro intenzionato a formare un esercito di zombie per conquistare tutti i regni.

### Episodio 3: La miniera (Acid Tongue)
Un gruppo di rettili umanoidi guidati da Komodai affronta i guerrieri della Terra. Durante lo scontro, le braccia cibernetiche di Jax vengono danneggiate dall'acido di Komodai. Senza le sue armi, il maggiore perde la fiducia in se stesso e Sonya ritorna sul campo di battaglia per cercare i microchip necessari a riparare le braccia, ma viene rapita dal capo dei rettili. Mentre gli altri guerrieri sono impegnati in una battaglia contro gli Shokan guidati da Sheeva, Jax affronta Komodai e riesce a sconfiggerlo usando l'intelletto, imparando dunque che in battaglia i muscoli sono indispensabili, ma lo è anche il cervello.

### Episodio 4: Ricordi (Skin Deep)
Una strana emissione di energia in Nuova Guinea conduce i difensori del regno a Rain, ex fidanzato di Kitana da tempo creduto morto, che scatena la gelosia di Liu Kang. Il principe informa il gruppo che Shao Kahn sta cercando una potente scimitarra nascosta in un tempio sacro. I guerrieri si preparano a fermarlo, ma scoprono che Rain è in realtà al servizio dell'imperatore e ha rapito Kitana. Liu Kang si reca nel suo rifugio e libera la principessa, che decide di affrontare l'ex compagno da sola. Quando Kitana sta per avere la meglio, il castello inizia a crollare e Rain riesce a scappare, mentre i terrestri vengono salvati da Raiden.

### Episodio 5: La vera amicizia vivrà per sempre (Old friends never die)
Sub-Zero e Smoke erano come fratelli prima che Oniro, il Gran Maestro del Lin Kuei, ordinasse che i suoi guerrieri fossero trasformati in cyborgs. Sub-Zero riuscì a scappare, ma Smoke fu catturato e trasformato. Ora il guerriero di ghiaccio vuole scoprire se il suo vecchio amico possiede ancora un'anima o se è diventato una fredda macchina da combattimento. Smoke sta per completare la sua missione eliminando il vecchio amico, ma alla fine ricorda il loro legame fraterno e insieme sconfiggono Oniro. Smoke sa bene che Sub-Zero ormai è diventato suo nemico, ma in onore della loro vecchia amicizia gli promette che non combatteranno mai più e scompare.

### Episodio 6: Il ritorno di Kano (Familiar Red)
Kano crea una serie di portali per confondere i guerrieri della Terra. Preoccupato da questa anomalia, Nightwolf decide di indagare di persona e scopre che i Dragoni Neri sono tornati; il loro rifugio è situato sotto una piramide egizia. Dopo aver eliminato le guardie, Sonya si trova di fronte Kano, che aveva già battuto nel primo Mortal Kombat e che sconfigge anche in questa occasione. Il leader dei Dragoni Neri li informa che la piramide è piena di bombe, ma i difensori della Terra scappano un istante prima dell'esplosione.

### Episodio 7: Gioco di squadra (Fall from Grace)
Durante una battaglia contro gli Shokan, Sonya agisce in modo imprudente e, a causa sua, Stryker viene ferito gravemente. Quest'ultimo decide di sospenderla dal suo incarico per via del suo scarso spirito di squadra. I due rimangono soli alla base e grazie alla collaborazione di Sonya, Stryker respinge i nemici, riacquista fiducia in lei e la reintegra nel gruppo.

### Episodio 8: Il segreto (The Secret of Quan Chi)
Lo stregone Quan Chi entra in possesso di una gemma in grado di risvegliare la malvagità di chiunque la contempli. Trasformatosi per non farsi riconoscere da Kitana, Quan Chi riesce ad esporre i difensori della Terra al cristallo, mettendoli l'uno contro l'altro. Ma lo stregone è ignaro che Nightwolf si trova alla base e che quindi non è stato corrotto dalla magia. Sarà proprio lo sciamano a distruggere la gemma e a rovinare i piani di Quan Chi.

### Episodio 9: La sfera (Resurrection)
Shao Kahn resuscita Shang Tsung per dargli una seconda possibilità contro i guerrieri della Terra e gli consegna una sfera in grado di controllare gli elementi della natura. Lo stregone è la persona più adatta a svolgere questo incarico, perché il potere della sfera è proporzionale alla malvagità di chi ne fa uso. Il vecchio nemico di Liu Kang inizia a provocare una serie di disastri naturali, indebolendo anche Raiden. I guerrieri della Terra sono intrappolati da Shang Tsung e il dio del tuono è costretto a combattere da solo e senza i suoi poteri, ma riesce comunque ad avere la meglio. Raiden si sbarazza infine della sfera lanciandola nello spazio.

### Episodio 10: La seconda spada (Swords of Ilkan)
Questo episodio si apre con una battaglia tra Kitana e Zara nel regno di Ilkan. La battaglia viene interrotta da una guardia, che arresta la nemica della principessa, ma quest'ultima sa che un giorno avrebbero terminato lo scontro. Tempo dopo, Zara riesce a trovare una delle due spade di Ilkan, armi che donano a chi le impugna il potere di aprire portali e viaggiare fra i vari regni. Zara prende Jax in ostaggio per costringere Kitana a consegnarle l'altra spada, ma con l'aiuto di Sonya la principessa salva Jax e sconfigge la vecchia rivale. Le due spade vengono poi gettate in un portale dove nessuno potrà più trovarle.

### Episodio 11: Un nuovo alleato (Amends)
Sonya e Sub-Zero decidono di ottenere informazioni sui Dragoni Neri e ingaggiano un combattimento con l'organizzazione. Sonya viene ferita, ma in suo aiuto corre Kabal, un ex alleato di Kano, che in passato fu vittima di un agguato pianificato da Shao Kahn. L'imperatore temeva che Kabal potesse tradirlo e unirsi ai guerrieri della Terra e ordinò ai suoi scagnozzi di ucciderlo, ma essi fallirono nell'impresa. Kabal riuscì a salvarsi, rimanendo però orribilmente sfigurato. Adesso è costretto a vivere utilizzando un respiratore e a coprirsi il viso per non spaventare chi gli sta attorno. Kano apre un portale per chiamare rinforzi, ma con l'aiuto del nuovo alleato, i difensori della Terra chiudono il portale e sconfiggono Kano per l'ennesima volta. Il gruppo chiede infine a Kabal di unirsi a loro, ma l'ex Dragone Nero risponde che preferisce continuare la lotta contro il male da solo. Sonya è visibilmente commossa dalla storia di Kabal e si rattrista all'idea che se ne sia andato.

### Episodio 12: Voglia di ricominciare (Abandoned)
Jax è stanco dell'interminabile guerra e abbandona il gruppo. Dopo qualche tempo, conosce Ruby, un'informatrice segreta di Shao Kahn. La ragazza lo tradisce consegnandolo ad Ermac e facendolo imprigionare nel castello dell'imperatore, dove viene torturato. I difensori della Terra corrono in suo aiuto, ma sono in inferiorità numerica. Quando tutto sembra andare per il peggio, Ruby decide di aiutarli, permettendo loro di scappare. Jax capisce che sarà impossibile condurre una vita serena finché il loro regno sarà in pericolo e torna nella squadra.

### Episodio 13: Che cosa accadrà? (Overthrown)
I difensori del regno si preparano alla battaglia finale contro Shao Kahn, nell'anniversario di morte di Jerrod, re di Edenia e padre di Kitana. Liu Kang è preoccupato di perdere la sua amata, poiché in caso di vittoria, Kitana riacquisterebbe il ruolo di legittima sovrana di Edenia e sarebbe costretta a separarsi da lui. Nel frattempo la principessa ha stipulato un accordo segreto con Sheeva, ignara che si tratta in realtà di Shang Tsung trasformatosi nella Shokan. Dopo che tutti sono entrati nel castello dell'imperatore, lo stregone rivela che anch'egli mira alla conquista del trono. Raiden, intuendo che Sheeva non avrebbe collaborato con i terrestri, si è alleato temporaneamente con i Centauri di Motaro. Si scatena dunque una battaglia generale, che permette ai difensori del regno di scappare. La rivolta è fallita, ma la Terra non ha ancora ceduto e Mortal Kombat continua.

## Curiosità
- Nonostante il design di alcuni personaggi sia simile a quello del gioco, questa serie è stata concepita per un pubblico molto giovane e la violenza che caratterizza il videogame è stata drasticamente ridotta. Durante lo scontro tra Liu Kang e Sub-Zero nel primo film, il guerriero Lin Kuei viene infilzato da un blocco di ghiaccio, mentre in questa serie, come mostrato attraverso un flashback, il monaco Shaolin si "limita" a congelarlo. Lo stesso avviene durante il combattimento finale tra Liu Kang e Shang Tsung: nel film lo stregone viene gettato su un pavimento acuminato; in questa serie, sempre grazie ad un flashback, lo si vede cadere su una superficie piana.
- Baraka non compare in questa serie, ma il leader dei Nomadi si chiama Karbrak: si tratta di un evidente anagramma fonetico del suo nome. Inoltre i suoi simili sono conosciuti come "Nomadi" e non ancora come Tarkatan.
- L'esistenza di Reptile è avvolta nel mistero: non è chiaro se si tratta di un singolo guerriero (come Scorpion) o di più combattenti che hanno lo stesso nome (come Sub-Zero). Tuttavia, viene spiegato che la sua terra natale è Zaterra (particolare già rivelato in Mortal Kombat Trilogy) e che i suoi simili sono noti come "Raptors".
- Rain non indossa la maschera.
- Ermac si riferisce a se stesso come un singolo individuo, mentre nel gioco è composto da più anime fuse in un solo corpo.
- Sektor e Cyrax vengono mostrati per la prima volta nelle loro versioni umane e senza maschere, ma il loro aspetto verrà modificato in Mortal Kombat Gold e in Mortal Kombat (2011).
- Questa serie ha visto il debutto di Quan Chi nell'universo di Mortal Kombat. È stato poi incluso nella storia del gioco in Mortal Kombat Mythologies: Sub-Zero come sub-boss e in Mortal Kombat 4 come personaggio selezionabile.
- Kabal è presentato come alleato del bene, mentre nel gioco il suo allineamento è "malvagio" (nella timeline alternativa di Mortal Kombat (2011) è stato cambiato in "buono").